# Winter Garden
Winter Garden – miasto w Stanach Zjednoczonych, w stanie Floryda, w hrabstwie Orange.